# Mistrzostwa Świata w Hokeju na Lodzie Kobiet 2012
14. Mistrzostwa Świata w Hokeju na Lodzie Kobiet 2012 organizowane przez IIHF odbyły się po raz trzeci w Stanach Zjednoczonych. Miasta goszczące najlepsze drużyny świata to Burlington i South Burlington. Turniej elity odbył się w dniach 7 - 14 kwietnia. Oto miejsca pozostałych rozgrywek:
- I Dywizja, Grupa A: Windawa
- I Dywizja, Grupa B: Hull
- II Dywizja, Grupa A: Maribor
- II Dywizja, Grupa B: Seul

W mistrzostwach od tego roku obowiązuje nowy podział grup mistrzostw świata. W miejsce dotychczas, kolejno pierwszej, drugiej, itd. dywizji wprowadzono nazewnictwo stosowane w mistrzostwach świata mężczyzn.
Obrończyniami tytułu były zawodniczki Stanów Zjednoczonych, które pokonały w Zurychu reprezentantki Kanady 3:2 po dogrywce.
W finale turnieju ponownie uczestniczyły drużyny Stanów Zjednoczonych i Kanady. Zwyciężył zawodniczki z kraju klonowego liścia zwyciężając 5:4 po dogrywce.

## Elita
| Lp. | Drużyna           |
| --- | ----------------- |
|     | Kanada            |
|     | Stany Zjednoczone |
|     | Szwajcaria        |
| 4   | Finlandia         |
| 5   | Szwecja           |
| 6   | Rosja             |
| 7   | Niemcy            |
| 8   | Słowacja          |

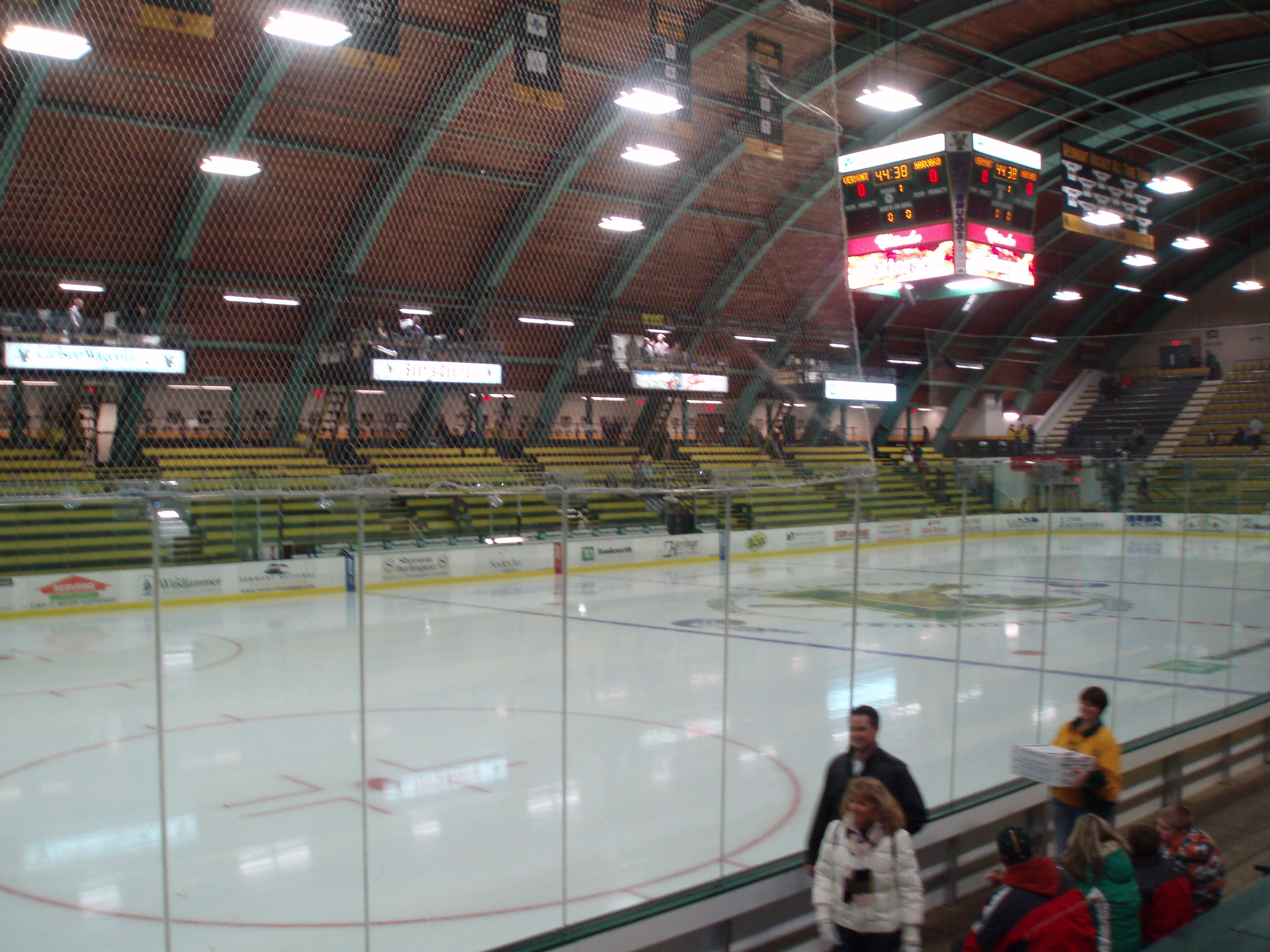
Gutterson Fieldhouse

W tej części mistrzostw uczestniczy najlepsze 8 drużyn na świecie. System rozgrywania meczów jest inny niż w niższych dywizjach.
Pierwsza runda grupowa odbywa się w dwóch grupach po cztery drużyny. W Grupie A grają cztery wyżej rozstawione zespoły. Dwie najlepszy drużyny tej grupy awansują do półfinałów, zaś zespoły z miejsc trzeciego i czwartego zagrają w ćwierćfinale. W którym zagrają z dwoma najlepszymi zespołami grupy B. Drużyny, które zajmą miejsca trzecie i czwarte w grupie B rozegrają między sobą mecze o utrzymanie. Drużyna, która dwukrotnie zwycięży pozostaje w elicie, natomiast przegrany spadnie do I dywizji, grupy A. O zwycięstwie w turnieju zadecyduje finał w którym wystąpią zwycięzcy półfinałów.
Najskuteczniejszą zawodniczką mistrzostw została Monique Lamoureux-Kolls, która zdobyła 14 punktów. Ponadto zdobyła najwięcej bramek. Najczęściej asystowała Kelli Stack.

## Pierwsza dywizja
Grupa A
| Lp. | Drużyna    |
| --- | ---------- |
| 1   | Czechy     |
| 2   | Norwegia   |
| 3   | Japonia    |
| 4   | Austria    |
| 5   | Łotwa      |
| 6   | Kazachstan |

Grupa B
| Lp. | Drużyna         |
| --- | --------------- |
| 1   | Dania           |
| 2   | Chiny           |
| 3   | Francja         |
| 4   | Wielka Brytania |
| 5   | Holandia        |
| 6   | Włochy          |

W mistrzostwach drugiej dywizji uczestniczyło 12 zespołów, które zostały podzielone na dwie grupy po 6 zespołów. Rozegrały one mecze systemem każdy z każdym. Zwycięzcy turnieju grupy A awansują do mistrzostw świata elity w 2013 roku, ostatni zespół grupy A w 2013 roku zagra w grupie B, zastępując zwycięzcę turnieju grupy B. Najsłabsza drużyna grupy B spadnie do drugiej dywizji.
Grupa A mecze rozegra w łotewskim mieście Windawa. Turniej odbędzie się w dniach 25 - 31 marca 2012 roku.
Grupa B mecze rozegra w brytyjskim mieście Hull. Turniej odbędzie się w dniach 9 - 15 kwietnia 2012 roku.

## Druga dywizja
Grupa A
| Lp. | Drużyna        |
| --- | -------------- |
| 1   | Korea Północna |
| 2   | Węgry          |
| 3   | Australia      |
| 4   | Nowa Zelandia  |
| 5   | Słowenia       |
| 6   | Chorwacja      |

Grupa B
| Lp. | Drużyna          |
| --- | ---------------- |
| 1   | Polska           |
| 2   | Hiszpania        |
| 3   | Korea Południowa |
| 4   | Islandia         |
| 5   | Belgia           |
| 6   | RPA              |

W mistrzostwach drugiej dywizji uczestniczyło 12 zespołów, które zostały podzielone na dwie grupy po 6 zespołów. Rozegrały one mecze systemem każdy z każdym. Zwycięzcy turnieju grupy A awansują do mistrzostw świata pierwszej dywizji w 2013 roku, ostatni zespół grupy A w 2013 roku zagra w grupie B, zastępując zwycięzcę turnieju grupy B. Najsłabsza drużyna grupy B spadnie do drugiej dywizji.
Grupa A mecze rozegra w słoweńskim mieście Maribor. Turniej odbędzie się w dniach 25 - 31 marca 2012 roku.
Grupa B mecze rozegra w stolicy Korei Południowej - Seulu. Turniej odbył się w dniach 10 - 16 marca 2012 roku.